# Геркулес Сегерс
Геркулес (Еркюль, Герард) Сегерс (Зегерс) (нід. Hercules Segers, 1589 або 1590 — 1673 або 1638) — нідерландський художник-пейзажист, графік та гравер.

## Життєпис
Походив з релігійної родини менонітів. 1596 року родина, тікаючи від релігійного переслідування, перебралася до Амстердама. До 1606 року навчався у Г. Конінксло в Амстердамі. Згодом працював у Гарлемі, де 1612 року став членом гільдії Святого Луки. 1614 року повернувся до Амстердама, де 1615-го одружився.
У зв'язку з фінансовими труднощами наприкінці 1620-х років вимушений був шукати нових замовлень. Тому у 1633 році переїздить до Утрехту. Того ж року вирушає до Гааги, працює там до самої смерті.

## Творчість
Твори художника відзначені широтою і монументальною героїчністю задуму, прихованим драматизмом світлових та фактурних ефектів, в гравюрах — виразністю динамічної ламкої риски.
Пейзажі Сегерса відзначаються мальовничістю («Вигляд Ренена», «Річкова долина», «Рівнинний пейзаж», «Гірський пейзаж»), низка творів виконана в техніці кольорового офорта («Пейзаж з великим деревом», «Великі кораблі», «Морська буря»), що зображують голландські долини, морські простори або суворі гірські ландшафти.
Гравюри переважно мали релігійну (біблійну) тематику («Товій й Янгол», «Втеча до Єгипту»), хоча Сегерс не відмовився й від зображення природи («Гірський пейзаж»).
Творчість Сегерса дуже позначилося на картинах Рембрандта, Якоба ван Рейсдала та інших голландських живописців і граверів.